# Andrew Marvell

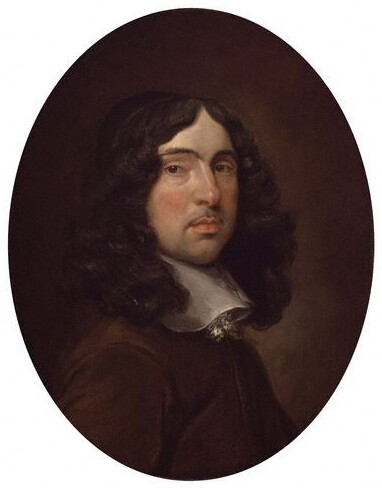
Andrew Marvell

Andrew Marvell (n. 31 martie 1621 la Winestead, East Riding of Yorkshire - d. 16 august 1678 la Londra) a fost un om politic și poet englez.

## Biografie
În perioada 1659 - 1678 a fost în câteva rânduri deputat în Camerei Comunelor și a fost secretar al lui Cromwell.
Ca scriitor, a aparținut „Școlii metafizice”, fiind asociat cu John Donne și George Herbert și a fost coleg cu John Milton.
A scris versuri de inspirație mitologică și anacreontică, cu descrieri ale naturii și lirică erotică, ce se disting prin rafinamentul metricii.
A scris și satire și pamflete politice.

## Scrieri
- 1650: Horation Ode upon Cromwell's Return from Ireland ("Odă horațiană pentru întoarcerea lui Cromwell din Irlanda");
- 1677: An Account of the Growth of Popery and Arbitrary Government in England ("O relatare despre creșterea papalității și a guvernării arbitrare în Anglia"), pamflet politic;
- 1681 (postum): Miscellanous Poems ("Poeme diverse").

1. ↑  Enciclopedia Universală Britanica. Litera. 2010. p. 84.